# Windows Deployment Services
Windows Deployment Services es una herramienta de Microsoft diseñada especialmente para Windows Server. Es el sucesor de Remote Installation Services. WDS está destinado a ser utilizado para el despliegue de forma remota en Windows Vista, Windows 7 y Windows Server 2008, pero también es compatible con otros sistemas operativos porque a diferencia de su predecesor RIS, que era un método para la automatización del proceso de instalación, WDS utiliza en particular el Windows Imaging Format (WIM). WDS se incluye como una función de servidor en todas las versiones de 32 bits y 64 bits de Windows Server 2008, y se incluye como un componente instalable opcionalmente con Service Pack 2 de Windows Server 2003.

## Misión
El Servicio de implementación de Windows es la versión actualizada y rediseñada que combina Remote Installation Services (RIS) y los Automated Deployment Services (ADS). El despliegue en Windows 7, Windows Vista, Windows Server 2008, Windows Server 2003 y Windows XP puede ser totalmente automatizada y personalizada a través de la utilización de archivos de secuencias de comandos (scripts) de instalación desatendida. Hace tareas automáticas que incluyen nombres de la máquina, para unirse a un dominio, agregar o quitar programas y características, y la instalación de funciones de servidor (en el caso de Windows Server 2008). En Windows Vista y Windows Server 2008 se instalan desde un conjunto de archivos de código fuente en el servidor, a menudo copiados del soporte de instalación del producto.
WDS se expande después de la instalación con guion sencillo al dar al técnico la posibilidad de capturar, almacenar y distribuir los paquetes de instalación basados en imágenes. Una de las grandes novedades disponibles en el Windows Server 2008 es que es compatible con IP Multicast despliegues. Multicast permite a los nuevos clientes a unirse a una implementación de multicast existente que ya ha comenzado, el servidor WDS se ajustará la multidifusión para que cualquier cliente que se unió a la implementación una vez iniciado puede recibir datos no se encuentra.  WDS multicast usa el Protocolo Internet Estándar IGMP. WDS cuenta con soporte para sistemas x64 basados en EFI.
WDS tiene la capacidad de desplegar otros sistemas operativos, como Windows PE, Windows XP y Windows 2000, pero la instalación de estos sistemas operativos no se puede realizar con los archivos de origen o controlada con vigilancia de scripts.
También hay varios tipos de software de migración de Windows 7 que llevan a cabo un análisis en profundidad de lo que está presente en la máquina. Estas herramientas de software de copia de seguridad de software existentes deberán ser evaluadas y prepararse para la nueva instalación de software mediante la realización de inventarios de hardware y software, instalar el software, junto con la pre y post instalación, las tareas y distribuir actualizaciones de mantenimiento como parte de una estrategia de gestión de parches.

## Aplicación para las capturas automáticas de imagen
Las funciones de WDS son realizadas en conjunto con el Preboot Execution Environment (PXE) para cargar una versión en miniatura de Windows conocido como Windows PE para las tareas de instalación y mantenimiento. WDS funciona como un depósito de almacenamiento de las imágenes de arranque de red PXE, así como un depósito para las imágenes del sistema operativo real que se instalarán en el equipo de destino. Cuando hay varias imágenes de arranque disponibles, el arranque PXE a través de WDS presentará al usuario final con un menú de arranque para seleccionar la imagen que desee cargar.

### Automatización de Windows PE con WAIK
Para simplificar las tareas de capturar y aplicar imágenes, dos imágenes especiales de arranque de Windows PE se pueden crear para automatizar estas tareas. Estas imágenes de arranque de Windows PE se crean utilizando el Kit de instalación automatizada de Windows, en combinación con los medios de instalación de Windows 7 que contienen las imágenes WIM de origen y, a continuación, añadir un repositorio de imágenes para el arranque de WDS. Las imágenes de arranque de Windows PE puede ser de 32 (x86) o 64 bits (x64), pero la de 32 bits (x86) tiende a ser más universalmente compatibles con todos los tipos de hardware posibles.
La dificultad del arranque de Windows PE es que se tiene que incluir controladores de red y los controladores de controlador de disco destinado a trabajar con el hardware de destino que se va a ver. El proceso de agregar controladores a la imagen de arranque de Windows PE puede automatizarse utilizando la consola del servidor WDS:
1. Seleccione la imagen WIM de origen, que puede ser una nueva creación de DVD originales de Windows 7, ya sea de 32 o 64 bits o un WIM configurado previamente.
2. Seleccione los drivers para instalar en el WIM.
3. WDS montará el WIM a una ruta de acceso virtual y se sumará a los conductores la ruta de acceso virtual, y generará una nueva WIM.
4. La imagen WIM actualizada se añade a la sección de imagen de arranque del repositorio de WDS.

Este proceso se puede repetir en cualquier hora cuando un nuevo sistema type necesita capturar imágenes pero la actual versión de Windows PE captura imágenes de arranque y no incluye los network drivers para esto. La imagen de arranque es actualizada con los drivers adicionales usando la interfaz del WDS y reañadiendo automáticamente a la colección de imágenes de arranque del WDS para reemplazar la original.
Especialmente en los sistemas one-off, este WIM driver el proceso de actualización no es necesario si el controlador del sistema que capturó la imagen es eliminado del sistema después del sysprepping, y es instalado en una computadora con soporte de controladores, o con soporte de un adaptador de "USB hard drive".

### Proceso automático de captura
Usando Windows PE Capture boot image, el proceso general para imágenes es:
1. Crear la fuente original del OS, ya sea Windows XP, Vista o 7.
2. Arrancar Sysprep en la fuente del OS, y volver a arrancar. El Sysprep puede arrancarse solo o puede usar la auto-instalación de scripts para automatizar la configuración del arracador de la primera imagen.
3. En las PCs de escritorio, presionar el menú del arrancador y seleccionar una opción.
4. Arrancar la captura de imágenes de Windows PE.
5. Seleccionar la unidad para capturar (la herramienta automática de captura de Windows PE no permitirá la captura de los sistemas que no han sido preparados)
6. Ingresar un nombre y descripción para la imagen, donde encontrarás el localizador de WIM y podrás guardar la imagen.
7. Si se desea, subir la imagen al WDS cuando la captura finalice. Introduzca el nombre del servidor e inicie sesión.
8. Empezar la captura.

El proceso de creación de la imagen consiste en crear primero un WIM comprimido localmente antes de que se cargue el repositorio de WDS. Esto requiere de suficiente espacio libre local en el sistema de origen para comprimir totalmente el sistema operativo y todos los programas antes de que ocurra la carga. Para ordenadores portátiles y portátiles con almacenamiento limitado, una unidad USB externa se puede utilizar para el almacenamiento del WIM temporal. Microsoft no permite que la WIM se escriba en un lugar de almacenamiento temporal de la red antes de subir a WDS.
El proceso de captura automática usa un mecanismo para reducir significablemente el espacio que se necesita en un archivo del servidor para capturar imágenes. 2 WIMs almacenan cada imagen WDS subido:
- Una "Resource.WIM" especial compartido entre todas las imágenes.
- Una segunda WIM que contiene los nombres de archivo específicos, fechas, y la estructura del sistema de archivos para cada sistema individual.

El proceso implica la comparación del único WIM capturado con los datos ya almacenados en la Resource.WIM en el servidor WDS, y la generación de la WIM secundaria que contiene las diferencias específicas entre la WIM capturado y los datos que ya están en el Resource.WIM. El almacenamiento en disco para todas las imágenes se puede reducir en un 50% a 95% dependiendo de la cantidad de sistema operativo y datos de los programas duplicados a través de las imágenes.

### Aplicación de procesos automáticos
Aplicar una captura de imagen implica arrancar el 2.º arrancador de imágenes de Windows PE en el sistema para recibir la imagen. Esto necesita los controladores apropiados, que vienen con el Arrancador de Captura de Windows PE.
1. El sistema es arrancado usando PXE network y el Windows PE Apply para cargar la imagen.
2. El operador registra el dominio y selecciona la imagen a aplicar.
3. Una partición del disco aparece en la pantalla y selecciona la ubicación de la imagen de destino. Si no está formateado el almacenamiento de destino, se crea un conjunto de particiones por defecto. Para Windows Vista y Windows 7, se crea una pequeña partición de arranque de 100 megabytes para almacenar datos del gestor de arranque separadas del resto de la partición del sistema. Esta partición de arranque está normalmente oculta para los usuarios de Windows Vista y 7.
4. Los datos de la imagen son aplicados a la partición seleccionada, y recargar el sistema, arrancando a la vez el manual de configuración de la preparación de los scripts del sistema para el proceso o sigue el script creado durante la preparación inicial. El creador de imágenes de WDS te da la opción de seleccionar un separador WAIKS.

### Automatización del WDS y su sistema de arranque dual
La automatización del WDS captura y aplica, no apoya directamente a los sistemas operativos de arranque dual. Sólo un sistema operativo a la vez puede ser capturado y desplegado, y el proceso de captura automatizada sólo se ocupa de las particiones individuales que contienen una preparación para la instalación de Windows OS. No sólo va a capturar datos de las particiones.
Sin embargo, este sistema se puede utilizar para duplicar y crear sistemas de arranque dual, si cada sistema operativo se captura y se aplica por separado. En general, los sistemas operativos Windows XP y mayores necesitan ser aplicados al sistema de destino antes de Windows Vista o 7, debido a los diferentes gestores de arranque que utilizan los sistemas operativos más recientes.

## Captura y despliegue manual de la imagen
Técnicamente es posible crear secuencias de comandos que realizan manualmente la imagen, capturando y aplicando procesos, utilizando herramientas de línea de comandos proporcionados por Microsoft. Sin embargo, los métodos para hacer esto son complejos y difíciles.
En general, las herramientas que intervienen son:
- 'Dism' - Despliegue y mantenimiento de imágenes de Gestión, que se utiliza para agregar controladores a imágenes de arranque de Windows PE.
- 'ImageX' - se utiliza para capturar y aplicar imágenes. Crea ni una sola estructura WIM, o pueden deduplicar los datos mediante un segundo recurso compartido WIM. No requiere un servidor de implementación de Windows para capturar o aplicar imágenes, y puede trabajar solamente con una sesión iniciada en el recurso compartido de red o la letra de unidad asignada.
- 'Wdsutil' - se utiliza para administrar el servidor WDS sin la interfaz gráfica de usuario, y añadir imágenes capturadas en el repositorio.

Usando ImageX para crear manualmente un WIM no requiere que el sistema operativo se prepare o que la partición de origen contenga un sistema operativo Windows. Cualquier tipo de sistema de archivos de Windows de ruedas se pueden obtener imágenes, incluyendo MS-DOS, pero sistema de la fuente tiene que ser capaz de ejecutar Windows PE o mover el disco duro del sistema de origen a un nuevo sistema que sea compatible con Windows PE.
Según Microsoft, los requerimientos generales para Windows 2000, XP, Vista, y 7 para preparar el sistema antes de la captura, es relacionar ciertos datos del disco con la seguridad de que Microsoft necesita para ser único en imágenes de sistemas duplicados. Esta preparación aleatoriza la partición de datos cuando la imagen se aplica a un nuevo sistema.
ImageX no tiene ningún disco para formatear ni particionar capacidades. Si se separa los comandos de línea de herramientas de Windows, tal como diskpart se necesitará definir la partición del disco donde se usará ImageX.